# Steffen Blochwitz
Steffen Blochwitz (n. 8 septembrie 1967, Herzberg, Republica Democrată Germană, Germania) este un ciclist german, medaliat olimpic. A participat la o ediție a Jocurilor Olimpice (1988) în care a câștigat o medalie de argint.

## Participări
Lista de mai jos prezintă principalele competiții la care a participat Steffen Blochwitz de-a lungul carierei.
- cycling at the 1988 Summer Olympics – men's team pursuit[*]